# Proalbiorix
Genre
Proalbiorix est un genre fossile de pseudoscorpions de la famille des Ideoroncidae.

## Distribution
Les espèces de ce genre ont été découvertes dans de l'ambre de Birmanie. Elles datent du Crétacé.

## Liste des espèces
Selon Geißler, Kotthoff, Hammel, Harvey & Harms, 2022 :
- † Proalbiorix compactus Geißler, Kotthoff, Hammel, Harvey & Harms, 2022
- † Proalbiorix gracilis Geißler, Kotthoff, Hammel, Harvey & Harms, 2022

## Systématique et taxinomie
Ce genre a été décrit par Geißler, Kotthoff, Hammel, Harvey et Harms en 2022 dans les Ideoroncidae.

## Publication originale
- Geißler, Kotthoff, Hammel, Harvey & Harms, 2022 : « The first fossil of the pseudoscorpion family Ideoroncidae (Arachnida: Pseudoscorpiones): A new taxon from the mid-Cretaceous of northern Myanmar. » Cretaceous Research, vol. 130, no 105030, p. 1–12.